# Âm nhạc của Angel Beats!

## Album

### Keep The Beats!
Tất cả các ca khúc được viết bởi Jun Maeda.
| Danh sách bài hát | Danh sách bài hát                               | Danh sách bài hát |
| STT               | Nhan đề                                         | Thời lượng        |
| ----------------- | ----------------------------------------------- | ----------------- |
| 1.                | "Crow Song (Yui Ver.)"                          | 4:04              |
| 2.                | "Thousand Enemies"                              | 4:48              |
| 3.                | "Shine Days"                                    | 4:56              |
| 4.                | "23:50"                                         | 4:21              |
| 5.                | "Run With Wolves"                               | 4:05              |
| 6.                | "Morning Dreamer"                               | 3:47              |
| 7.                | "Rain Song"                                     | 4:57              |
| 8.                | "Alchemy (Yui Ver.)"                            | 4:16              |
| 9.                | "Ichiban no Takaramono (Yui ver.)" (一番の宝物) | 6:00              |
| 10.               | "Little Braver (Album Ver.)"                    | 4:57              |
| 11.               | "My Song (Yui Ver.)"                            | 5:09              |
| 12.               | "My Soul, Your Beats! (Gldemo Ver.)"            | 4:45              |
| 13.               | "Brave Song (Gldemo Ver.)"                      | 5:40              |
| Tổng thời lượng:  | Tổng thời lượng:                                | 61:45             |

### Angel Beats! Original Soundtrack
Tất cả nhạc phẩm được soạn bởi Anant-Garde Eyes, except where noted.
| Disc 1 | Disc 1                                                                         | Disc 1     |
| STT    | Nhan đề                                                                        | Thời lượng |
| ------ | ------------------------------------------------------------------------------ | ---------- |
| 1.     | "My Soul, Your Beats!" (Composition and lyrics by Jun Maeda; Performed by Lia) | 4:35       |
| 2.     | "Theme of SSS"                                                                 | 1:52       |
| 3.     | "School Days"                                                                  | 2:21       |
| 4.     | "Girl's Hop"                                                                   | 2:12       |
| 5.     | "Art of War"                                                                   | 1:35       |
| 6.     | "Today Is OK"                                                                  | 3:52       |
| 7.     | "Memory"                                                                       | 1:33       |
| 8.     | "My Most Precious Treasure" (Composition by Jun Maeda)                         | 2:47       |
| 9.     | "Tactics"                                                                      | 1:32       |
| 10.    | "Enemy Country"                                                                | 2:12       |
| 11.    | "Operation Start"                                                              | 2:19       |
| 12.    | "Decisive Battle"                                                              | 1:39       |
| 13.    | "Attack!!"                                                                     | 1:49       |
| 14.    | "Critical Point"                                                               | 1:12       |
| 15.    | "Study Time"                                                                   | 1:38       |
| 16.    | "Niku Udon"                                                                    | 2:04       |
| 17.    | "Invention"                                                                    | 1:08       |
| 18.    | "Toy of Spring"                                                                | 1:46       |
| 19.    | "Deochi!"                                                                      | 1:34       |
| 20.    | "Light Drop"                                                                   | 2:00       |
| 21.    | "Worthy Rival"                                                                 | 2:06       |
| 22.    | "Burial"                                                                       | 2:48       |
| 23.    | "Play Ball"                                                                    | 2:47       |
| 24.    | "Walkure"                                                                      | 0:30       |
| 25.    | "Let's Operation"                                                              | 2:00       |
| 26.    | "Evening Breeze"                                                               | 1:36       |
| 27.    | "Moment of Rest"                                                               | 2:12       |

| Disc 2           | Disc 2 | Disc 2     |
| STT              | Nhan đề | Thời lượng |
| ---------------- | --- | ---------- |
| 1.               | "Initial Impulse"                                                                                                  | 1:14       |
| 2.               | "My Heart" (Composition by Jun Maeda)                                                                              | 2:49       |
| 3.               | "Soul Friends" (Composition by Jun Maeda)                                                                          | 2:56       |
| 4.               | "Kanade" (Composition by Jun Maeda)                                                                                | 3:03       |
| 5.               | "My Most Precious Treasure (orgel)" (Composition by Jun Maeda)                                                     | 2:21       |
| 6.               | "Memory (orgel)"                                                                                                   | 1:33       |
| 7.               | "Unjust Life" | 2:45       |
| 8.               | "Nocturne in the Afternoon"                                                                                        | 1:39       |
| 9.               | "Anxiety" | 1:49       |
| 10.              | "Abyss" | 3:16       |
| 11.              | "Alter Ego" | 1:50       |
| 12.              | "Siren" | 1:54       |
| 13.              | "Transforms to the Shadow"                                                                                         | 2:25       |
| 14.              | "Otonashi" | 1:40       |
| 15.              | "Angel's Flight"                                                                                                   | 1:16       |
| 16.              | "Firing Preparation"                                                                                               | 2:14       |
| 17.              | "Desperation" | 2:33       |
| 18.              | "Breakthrough" | 3:08       |
| 19.              | "Ichiban no Takaramono (Original Version)" (一番の宝物) (Composition and lyrics by Jun Maeda; Performed by Karuta) | 5:59       |
| 20.              | "Brave Song" (Composition and lyrics by Jun Maeda; Performed by Aoi Tada)                                          | 5:37       |
| Tổng thời lượng: | Tổng thời lượng:                                                                                                   | 107:40     |

### Rare Tracks
Tất cả các ca khúc được viết bởi Jun Maeda.
| Danh sách bài hát | Danh sách bài hát | Danh sách bài hát |
| STT               | Nhan đề           | Thời lượng        |
| ----------------- | ----------------- | ----------------- |
| 1.                | "Crow Song"       | 4:38              |
| 2.                | "Alchemy"         | 4:42              |
| 3.                | "Hot Meal"        | 4:47              |
| Tổng thời lượng:  | Tổng thời lượng:  | 14:07             |

### Holy
| Danh sách bài hát | Danh sách bài hát                                                                            | Danh sách bài hát | Danh sách bài hát |
| STT               | Nhan đề                                                                                      | Phổ nhạc          | Thời lượng        |
| ----------------- | -------------------------------------------------------------------------------------------- | ----------------- | ----------------- |
| 1.                | "My Soul, Your Beats! (Piano Arrange Ver.)"                                                  | Jun Maeda         | 6:32              |
| 2.                | "Girl's Hop (Piano Arrange Ver.)"                                                            | Anant-Garde Eyes  | 2:53              |
| 3.                | "Evening Breeze (Piano Arrange Ver.)"                                                        | Anant-Garde Eyes  | 4:00              |
| 4.                | "Theme of SSS (Piano Arrange Ver.)"                                                          | Anant-Garde Eyes  | 3:30              |
| 5.                | "Memory (Piano Arrange Ver.)"                                                                | Anant-Garde Eyes  | 3:58              |
| 6.                | "'Burial' as Barcarolle (Burial yori)" ("burial" as Barcarolle (burialより)                  | Anant-Garde Eyes  | 4:37              |
| 7.                | "Ichiban no Takaramono (Ichiban no Takaramono yori)" (いちばんのたからもの (一番の宝物より)) | Jun Maeda         | 5:27              |
| 8.                | "Brave Song (Piano Arrange Ver.)"                                                            | Jun Maeda         | 7:15              |
| Tổng thời lượng:  | Tổng thời lượng:                                                                             | Tổng thời lượng:  | 38:12             |

## Đĩa đơn

### Crow Song
Tất cả các ca khúc được viết bởi Jun Maeda.
| Danh sách bài hát | Danh sách bài hát | Danh sách bài hát |
| STT               | Nhan đề           | Thời lượng        |
| ----------------- | ----------------- | ----------------- |
| 1.                | "Crow Song"       | 4:08              |
| 2.                | "Alchemy"         | 4:16              |
| 3.                | "My Song"         | 4:53              |
| Tổng thời lượng:  | Tổng thời lượng:  | 13:17             |

### Thousand Enemies
Tất cả các ca khúc được viết bởi Jun Maeda.
| Danh sách bài hát | Danh sách bài hát  | Danh sách bài hát |
| STT               | Nhan đề            | Thời lượng        |
| ----------------- | ------------------ | ----------------- |
| 1.                | "Thousand Enemies" | 4:49              |
| 2.                | "Rain Song"        | 5:01              |
| 3.                | "Highest Life"     | 6:26              |
| Tổng thời lượng:  | Tổng thời lượng:   | 16:16             |

### My Soul, Your Beats! / Brave Song
Tất cả các ca khúc được viết bởi Jun Maeda.
| Danh sách bài hát | Danh sách bài hát                     | Danh sách bài hát | Danh sách bài hát |
| STT               | Nhan đề                               | Artist            | Thời lượng        |
| ----------------- | ------------------------------------- | ----------------- | ----------------- |
| 1.                | "My Soul, Your Beats!"                | Lia               | 4:35              |
| 2.                | "Brave Song"                          | Aoi Tada          | 5:25              |
| 3.                | "My Soul, Your Beats! (TV Size)"      | Lia               | 1:35              |
| 4.                | "Brave Song (TV Size)"                | Aoi Tada          | 1:48              |
| 5.                | "My Soul, Your Beats! (Instrumental)" |                   | 4:35              |
| 6.                | "Brave Song (Instrumental)"           |                   | 5:25              |
| Tổng thời lượng:  | Tổng thời lượng:                      | Tổng thời lượng:  | 23:23             |

### Little Braver
Tất cả các ca khúc được viết bởi Jun Maeda.
| Danh sách bài hát | Danh sách bài hát | Danh sách bài hát |
| STT               | Nhan đề           | Thời lượng        |
| ----------------- | ----------------- | ----------------- |
| 1.                | "Little Braver"   | 4:33              |
| 2.                | "Shine Days"      | 4:56              |
| 3.                | "Answer Song"     | 5:34              |
| Tổng thời lượng:  | Tổng thời lượng:  | 15:03             |

### Last Song
Tất cả các ca khúc được viết bởi Jun Maeda.
| Danh sách bài hát | Danh sách bài hát                       | Danh sách bài hát |
| STT               | Nhan đề                                 | Thời lượng        |
| ----------------- | --------------------------------------- | ----------------- |
| 1.                | "Last Song"                             | 5:36              |
| 2.                | "Hot Meal (Another "Thousand Enemies")" | 4:57              |
| 3.                | "God Bless You"                         | 10:32             |
| Tổng thời lượng:  | Tổng thời lượng:                        | 21:05             |

### Ichiban no Takaramono (Yui final ver.)
Tất cả các ca khúc được viết bởi Jun Maeda.
| Danh sách bài hát | Danh sách bài hát                                     | Danh sách bài hát |
| STT               | Nhan đề                                               | Thời lượng        |
| ----------------- | ----------------------------------------------------- | ----------------- |
| 1.                | "Ichiban no Takaramono (Yui final ver.)" (一番の宝物) | 6:08              |
| 2.                | "Storm Song"                                          | 4:13              |
| 3.                | "Day Game"                                            | 4:53              |
| Tổng thời lượng:  | Tổng thời lượng:                                      | 15:14             |

### Heartily Song
Tất cả lời bài hát được viết bởi Jun Maeda.
| Danh sách bài hát | Danh sách bài hát                                                                                    | Danh sách bài hát  | Danh sách bài hát | Danh sách bài hát |
| STT               | Nhan đề                                                                                              | Phổ nhạc           | Artist            | Thời lượng        |
| ----------------- | --- | ------------------ | ----------------- | ----------------- |
| 1.                | "Heartily Song"                                                                                      | Jun Maeda          | Lia               | 5:19              |
| 2.                | "Subete no Owari no Hajimari" (すべての終わりの始まり The Start of the End of It All)                | Tomohiro Takeshita | Suzuyu            | 5:54              |
| 3.                | "Heartily Song (Instrumental)"                                                                       | Jun Maeda          |                   | 5:18              |
| 4.                | "Subete no Owari no Hajimari (Instrumental)" (すべての終わりの始まり The Start of the End of It All) | Tomohiro Takeshita |                   | 5:19              |
| 5.                | "Heartily Song (Game Size)"                                                                          | Jun Maeda          | Lia               | 2:58              |
| 6.                | "Subete no Owari no Hajimari (Short Ver.)" (すべての終わりの始まり The Start of the End of It All)   | Tomohiro Takeshita | Suzuyu            | 4:19              |
| Tổng thời lượng:  | Tổng thời lượng:                                                                                     | Tổng thời lượng:   | Tổng thời lượng:  | 29:42             |

### Million Star
Tất cả các ca khúc được viết bởi Jun Maeda.
| Danh sách bài hát | Danh sách bài hát             | Danh sách bài hát |
| STT               | Nhan đề                       | Thời lượng        |
| ----------------- | ----------------------------- | ----------------- |
| 1.                | "Million Star"                | 4:53              |
| 2.                | "Million Star (Instrumental)" | 4:53              |
| Tổng thời lượng:  | Tổng thời lượng:              | 9:46              |